# Пътят (списание)
Вижте пояснителната страница за други значения на Пътят.
„Пътят“, или „Пътът“ (на корицата: „Пътят е в тебе“), е българско теософско списание, издавано в гр. Тутракан от Софрони Ников от 1907 до 1908 година.
Списанието е второто българско теософско периодично издание – започва да излиза непосредствено след спирането на „Български теософски преглед“ през 1907 г. Името „Пътят“ вероятно е заимствано от популярното американско теософско списание „The Path“ („Пътят“ или „Пътеката“), издавано през 1886-1896 от Уилям Куон Джадж.
Сътрудник на „Пътят“ е известният български поет-символист Стефан Тинтеров (Вен Тин), според когото разпространението на мистицизма е естествена реакция спрямо „хунските набези на материализма в човешката история“.